# 訃報 2022年
訃報 2022年（ふほう 2022ねん）は、2022年（令和4年）中に物故した人物をまとめたものである。詳細は月別訃報記事を参照のこと。

## 月別の訃報記事一覧
- 訃報 2022年1月
- 訃報 2022年2月
- 訃報 2022年3月
- 訃報 2022年4月
- 訃報 2022年5月
- 訃報 2022年6月
- 訃報 2022年7月
- 訃報 2022年8月
- 訃報 2022年9月
- 訃報 2022年10月
- 訃報 2022年11月
- 訃報 2022年12月

### 新聞社お悔やみ
- 日本経済新聞おくやみ
- 朝日新聞おくやみ
- 毎日新聞おくやみ
- 産経新聞おくやみ

### 通信社お悔やみ
- 共同通信おくやみ
- 時事通信おくやみ